# Велика Горбунова
Велика Горбуно́ва (рос. Большая Горбунова) — присілок у складі Катайського району Курганської області, Росія. Входить до складу Верхньоключевської сільської ради.
Населення — 19 осіб (2010, 14 у 2002).
Національний склад станом на 2002 рік: росіяни — 57 %, казахи — 29 %.